# GODS
Gods (Eigenschreibweise: GODS; vormals Bensh) sind eine österreichisch-britische Synth-Pop-Band und Künstlerkollektiv aus Innsbruck, Tirol und Cardiff, Wales. Die Mitglieder der Band leben in Berlin, Köln, Cardiff und Innsbruck.

## Geschichte
Die Band wurde 2008 unter dem Namen Bensh gegründet. Im Jahr 2012 war die Band für den FM4 Award, der im Rahmen des Amadeus Austrian Music Award verliehen wird, nominiert.
2013 erfolgte die Umbenennung in Gods. Nach der Veröffentlichung der Single Sisters im Jahr 2013 wurden Gods 2014 vom Wiener Indie-Label Wohnzimmer Records unter Vertrag genommen. Im Jänner 2015 spielten Gods erstmals am Eurosonic Noorderslag Festival in Groningen, Niederlande. Das selbstbetitelte Debütalbum der Band erschien am 14. Februar 2015 bei Wohnzimmer Records.

## Diskografie

### Als Bensh
- 2008: Bona Fide EP (EP)
- 2010: Doubt auf FM4 Soundselection 23 (Kompilation)
- 2011: Clues (Album)

### Als Gods
- 2013: Sisters (EP)
- 2014: Unnatural (EP)
- 2015: Gods (Album, Wohnzimmer Records / Hoanzl)
- 2015: Dis Iz Why I'm Hot (Die Antwoord vs GODS, Remix)